# Ван контроле
Ван контроле (енгл. Unhinged) је амерички акциони трилер филм из 2020. године у режији Дерика Борте. Сценарио потписује Карл Елсворт, док су продуценти филма Лиса Елзеј, Ендру Ган и Марк Џил.  Музику је компоновао Дејвид Бакли.
Насловну улогу тумачи Расел Кроу као ментално нестабилни странац Том Купер, док су у осталим улогама Карен Писторијус, Габријел Бејтмен, Џими Симпсон и Остин П. Макензи. Светска премијера филма је била одржана 21. августа 2020. у Сједињеним Америчким Државама.
Буџет филма је износио 33 000 000 долара, а зарада од филма је 42 800 000 долара.

## Радња
Кад банална саобраћајна свађа ескалира, борба за живот постаје немилосрдна и непредвидљива. Свакодневни одлазак на посао за Рејчел (Карен Писторијус) се претворио у ноћну мору кад је у саобраћајној гужви налетела на странца (Расел Кроу) са којим је започела свађу јер је одбила да се помери. Једноставно се нашла у криво време на кривом месту, а он ће покушати да уништи све до чега јој је стало. Разочаран у живот, психички нестабилан и насилан, странац се одлучује за освету, па почиње да је прати по целом граду у намери да убије њу и њене најближе.

## Улоге
| Глумац           | Улога       |
| ---------------- | ----------- |
| Расел Кроу       | Том Купер   |
| Карен Писторијус | Рејчел Флин |
| Габријел Бејтмен | Кајл Флин   |
| Џими Симпсон     | Енди        |
| Остин П. Макензи | Фред        |